# Grace of Monaco
Grace of Monaco (auch: Gracia Patricia – Fürstin von Monaco) ist eine französische Filmbiografie von Olivier Dahan aus dem Jahr 2014. Der Film nach einem Drehbuch von Arash Amel zeichnet das Leben von Fürstin Gracia Patricia von Monaco – verkörpert von Nicole Kidman – während der Staatskrise Anfang der 1960er-Jahre nach. Die Weltpremiere des Films fand am 14. Mai 2014 zur Eröffnung der 67. Internationalen Filmfestspiele von Cannes außerhalb des Wettbewerbs statt. Der Kinostart in Deutschland folgte einen Tag später.
Bereits im Vorfeld der Veröffentlichung distanzierte sich das monegassische Fürstenhaus vom Projekt. Zudem gab es Diskussionen zwischen dem Regisseur und dem US-amerikanischen Verleihunternehmen The Weinstein Company um die endgültige Schnittfassung, was zu einer Verschiebung des Kinostarts in den Vereinigten Staaten auf unbestimmte Zeit führte. Am 25. Mai 2015 wurde der Film dann im amerikanischen Fernsehen ausgestrahlt.

## Handlung
Im Jahr 1962 befindet sich das Fürstentum Monaco in einer Staatskrise. Fürst Rainier III. trägt einen komplizierten Steuerstreit mit dem Nachbarland Frankreich aus, weil er einen Verlust an Autonomie befürchtet. Staatspräsident Charles de Gaulle fordert ultimativ die Einführung von Einkommens- und Körperschaftssteuern für die in Monaco tätigen französischen Unternehmen und droht mit einer militärischen Blockade.
Zur selben Zeit erhält Fürstin Gracia Patricia, mit der Rainier seit sechs Jahren verheiratet ist, ein Angebot des Regisseurs Alfred Hitchcock für seinen Film Marnie. Die ehemalige US-amerikanische Filmschauspielerin ist nach ihrem Abschied aus Hollywood einer Rückkehr ins Filmgeschäft nicht abgeneigt. Sie soll in Hitchcocks psychologischem Thriller die Titelrolle einer frigiden Kleptomanin verkörpern, deren krankhaftes Handeln gleichzeitig von einer Angst vor Intimität begleitet wird, was auf prägende Erlebnisse in ihrer Kindheit zurückgeht. Das anspruchsvolle Drehbuch stößt bei der offiziellen Verlautbarung neben grundsätzlichen Bedenken im Hinblick auf die Aufgaben der Fürstin zudem auf Widerstand beim monegassischen Volk und den Lokalmedien.
Gracia Patricia tut sich zunächst schwer damit, endgültig Abschied vom Film zu nehmen und dazu durchzuringen, sich vollständig in ihrem neuen Leben einzurichten. Auf einer Party, die sie zugunsten des Roten Kreuzes organisiert hat, beeindruckt sie mit einer Rede über das, was wirklich wichtig ist, nämlich die Liebe untereinander und die Achtung der Werte anderer, was allein einen dauerhaften Frieden gewährleiste, die internationalen Gäste (darunter de Gaulle und McNamara). Die Fürstin gibt zudem bekannt, dass sie das Rollenangebot aus Hollywood abgesagt habe, da sie ihre Aufgabe darin sehe, Ehefrau und Mutter und Landesherrin Monacos zu sein. Frankreich beendet seine Blockade gegen den kleinen Staat.

## Hintergrund

### Vorproduktion
Das Skript von Arash Amel wurde 2011 in der Annual Black List der besten noch nicht produzierten Drehbücher geführt und im Oktober desselben Jahres in einer Versteigerung an den Produzenten Pierre-Ange Le Pogam verkauft. Zu diesem Zeitpunkt betrug das veranschlagte Budget 15 Millionen US-Dollar. Im Januar 2012 wurde bekannt, dass der französische Regisseur Olivier Dahan die Inszenierung übernimmt.

### Casting
Anfang April 2012 wurde erstmals über konkrete Verhandlungen mit Nicole Kidman in der Titelrolle berichtet. Zu den weiteren Bewerberinnen zählten Jessica Chastain, Charlize Theron, Reese Witherspoon und Gwyneth Paltrow.
Mitte Juli 2012 lud eine Casting-Firma junge Darsteller nach Paris und Brüssel ein, um die Rollen der Kinder Fürst Albert, Prinzessin Caroline und Christian de Massy – Sohn von Prinzessin Antoinette, der älteren Schwester von Fürst Rainier III. – zu besetzen.
Im August 2012 wurden Paz Vega, die die Opernsängerin Maria Callas verkörpert, Tim Roth für die Rolle als Fürst Rainier und Frank Langella in der Rolle des Beichtvaters Francis Tucker verpflichtet. Zur selben Zeit fand in Nizza die Auswahl der Statisten statt. Etwa 1000 Komparsen wurden allein für die Dreharbeiten an der Côte d’Azur benötigt. Die Besetzung der verbliebenen Nebenrollen erfolgte im Verlauf der nachfolgenden Wochen bis zum Drehstart im September 2012.

### Dreharbeiten
Die Dreharbeiten begannen am 21. September 2012 in Paris und Menton. Im Oktober 2012 wechselte die Crew in die italienische Gemeinde Ventimiglia zunächst nach Grimaldi di Ventimiglia und anschließend in die Villa Hanbury am Kap Montrola. Am 29. und 30. Oktober 2012 erteilten die monegassischen Behörden die Dreherlaubnis am Place du Casino vor der Spielbank Monte Carlo. Im November 2012 und Januar 2013 wurden die Aufnahmen in Genua fortgesetzt. Der Palazzo Reale in der Via Balbi diente dabei als Kulisse für den Spiegelsaal im Fürstenpalast in Monaco. Zwischenzeitlich wurde im Dezember 2012 in Brüssel gedreht, wobei das belgische Parlament als fürstliches Büro fungierte.

## Kontroversen

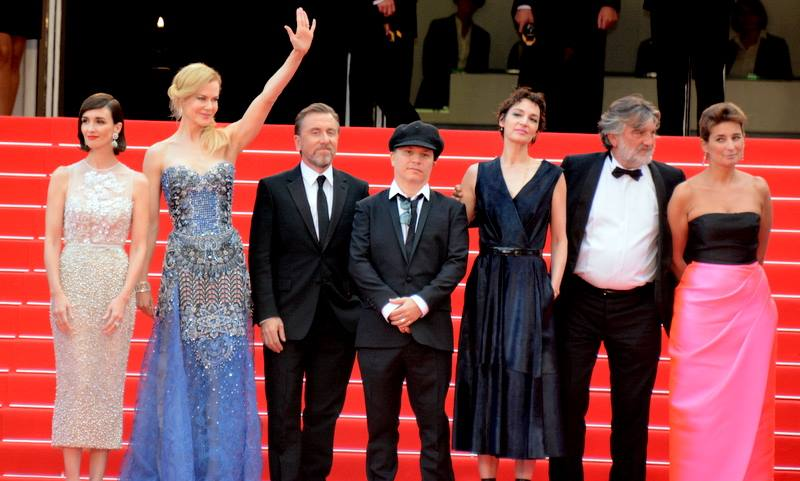
Schauspieler und Stab bei den 67. Internationalen Filmfestspielen von Cannes, Mai 2014

### Kritik der Fürstenfamilie
Kurz nach Beendigung der Dreharbeiten gab der Fürstenpalast von Monaco im Januar 2013 eine offizielle Pressemitteilung heraus und distanzierte sich von Dahans Werk:

« […] Le palais princier avait en son temps fait part à la production du film de nombreuses demandes de changements, toutes n’ayant pas été prises en considération. De ce fait, la famille princière tient à souligner que ce film ne constitue en aucun cas un biopic. Il relate une page, réécrite et inutilement ‘glamourisée’, de l’Histoire de la Principauté de Monaco et de leur Famille comportant à la fois d’importantes inexactitudes historiques et une série de scènes purement fictionnelles. […] »

„[…] In der Vergangenheit begleitete der Fürstenpalast die Produktion des Films mit zahlreichen Änderungsanträgen, von denen nicht alle berücksichtigt worden sind. Aus diesem Grund legt die Fürstenfamilie Wert darauf zu betonen, dass dieser Film in keiner Weise eine Filmbiografie darstellt. Er erzählt eine umgeschriebene und unnötig glamourisierte Seite aus der Geschichte des Fürstentums Monaco und seiner Familie, die sowohl erhebliche historische Ungenauigkeiten als auch eine Reihe vollständig ausgedachter Szenen beinhaltet. […]“

Der Regisseur rechtfertigte sich kurz darauf in einem Interview, indem er das Recht auf Fiktion beanspruche.

« Je ne suis ni journaliste ni historien. Je suis un artiste. Je n’ai pas réalisé un biopic. Je déteste les biopics en général. J’ai fait, en toute subjectivité, le portrait humain d’une femme moderne qui veut concilier sa famille, son mari, sa carrière. […] Mais je comprends leur point de vue. Après tout, c’est leur mère. Je ne veux provoquer personne. Seulement dire que c’est du cinéma. »

„Ich bin kein Journalist oder Historiker. Ich bin ein Künstler. Ich habe kein Biopic realisiert. Ich verachte Biopics im Allgemeinen. Ich habe rein subjektiv das menschliche Porträt einer modernen Frau gezeichnet, die ihre Familie, ihren Mann und ihre Karriere in Einklang bringen möchte. […] Aber ich verstehe deren Standpunkt. Schließlich ist es ihre Mutter. Ich will niemanden provozieren. Nur sagen, dass es sich um Kino handelt.“

Am 2. Mai 2014 folgte ein weiteres Kommuniqué des Palastes mit ähnlichem Wortlaut. Darin wurden erneut historische Ungenauigkeiten sowie fragwürdige Recherchen kritisiert. Die Verantwortlichen hätten es abgelehnt, die zahlreichen Anmerkungen der Familie einzubeziehen. Man wolle keinesfalls mit dem Filmprojekt in Verbindung gebracht werden. Zeitgleich kündigte die Fürstenfamilie einen Boykott der Eröffnung der Filmfestspiele von Cannes an.
Prinzessin Stéphanie fügte später hinzu, dass der Film nie hätte entstehen dürfen und dass sie ihn sich auf keinen Fall ansehen wolle.

« Si on tient à faire un film basé sur des faits historiques, il faut s’en tenir aux faits. Ce film ne fait pas l’éloge de Monaco, ni du grand homme qu’était mon père, le prince Rainier. »

„Wenn ein Film auf Basis historischer Fakten gedreht werden soll, dann muss er sich auch an die Fakten halten. Dieser Film stellt keine Lobrede an Monaco dar oder den großen Mann, Fürst Rainier, der mein Vater war.“

### Diskussion um die Schnittfassung
Ende März 2013 erwarb das Filmstudio The Weinstein Company die Vertriebsrechte für den wichtigen US-amerikanischen Markt. Das Unternehmen um Produzent Harvey Weinstein kündigte an, den Film zum Ende desselben Jahres zu veröffentlichen und damit rechtzeitig in den Wettbewerb für die Oscarverleihung 2014 zu bringen. Ein halbes Jahr später entschied Weinstein jedoch, den Kinostart auf das Frühjahr 2014 zu verschieben, da die Nachbearbeitung angeblich mehr Zeit in Anspruch nehme und der Film aus dem Oscar-Rennen für das kommende Jahr genommen werden müsse. Regisseur Olivier Dahan widersprach dieser Behauptung und entgegnete, die von Weinstein vorgeschlagenen Änderungen hätten rein kommerzielle Gründe, viele andere Faktoren würden auf der Strecke bleiben.

“The film that I am in the process of finishing is complicated to finalize, although actually, for me, it is finished. […] There are two versions of the film for now: mine and his … which I find catastrophic. […] It’s got hardly anything to do with the film. It’s only about the money, the release strategy, millions of dollars and stuff like that. It’s got nothing to do with cinema. I mean, of course it’s about cinema, but the business side. They want a commercial film smelling of daisies, taking out anything that exceeds that which is too abrupt, everything that makes it cinematic and breathe with life. A lot of things are missing.”

„Der Film, den ich gerade fertigstelle, ist schwierig abzuschließen, obwohl er eigentlich für mich bereits fertig ist. […] Es gibt jetzt zwei Versionen des Films: Meine und seine … was ich katastrophal finde. […] Es hat kaum etwas mit dem Film zu tun. Es geht nur um das Geld, die Veröffentlichungsstrategie, Millionen von Dollar und solche Sachen. Es hat nichts mit Kino zu tun. Ich meine, natürlich geht es um Kino, aber die Business-Seite. Sie wollen einen kommerziellen Film, der nach Gänseblümchen riecht, und alles herausnehmen, was übersteigert und unerwartet ist, alles, was es filmisch wertvoll macht und mit Leben erfüllt. Eine Menge Dinge fehlen.“

Nachdem der Kinostart in den Vereinigten Staaten zwischenzeitlich auf den 14. März 2014 terminiert wurde, nannte Weinstein im Januar 2014 kein verbindliches Datum mehr. Aufgrund der Auseinandersetzung mit Dahan sei noch keine finale Version übergeben worden. Daher sei es unmöglich, die erforderlichen Marketing-Aktivitäten auf den Weg zu bringen. Wenige Tage vor dem Start der Filmfestspiele in Cannes zeichnete sich eine Annäherung zwischen den Beteiligten ab. Auch über eine Minderung der Verleihgebühr von ursprünglich fünf Millionen US-Dollar sei verhandelt worden.

## Kritik
„[…] Verwegen setzt sich der Franzose (Regisseur Olivier Dahan) über Fakten hinweg, fiktionalisiert die Wirklichkeit Anfang der 1960er Jahre als ‚romantische Geschichte mit historischen Bezügen‘. […] Im Gegensatz zur auftrumpfenden Kidman wirkt Tim Roth als Rainier etwas unsouverän, eine schlichte Fehlbesetzung, die Frank Langella als Hofkaplan und Vertrauter, Paz Vega als Maria Callas oder Robert Lindsay als Macho Aristoteles Onassis locker wettmachen. […]“

„Der Film ist enttäuschend mittelmäßig, und Nicole Kidman spielt Grace Kelly mit den mimischen Möglichkeiten eines Eismeer-Pinguins.“